# Salvatore Fernando Ramponi
Salvatore Fernando Ramponi war ein italienischer Schauspieler und Filmregisseur.
Ramponis Name erscheint im Vorspann des Spielfilmes Cantico della terra aus dem Jahr 1935, der vier Jahre später als La capanna dell’amore in umgeschnittener Form erneut in die Kinos gebracht wurde. Über den Regisseur, der auch als Drehbuchautor und Cutter des Werks fungierte, ist weiter nur bekannt, dass er zu Stummfilmzeiten als Schauspieler arbeitete.

## Filmografie
Darsteller
- 1919: Redenzione
- 1919: Incantesimo
- 1923: Mani rapaci

Regie, Drehbuch
- 1935: Cantico della terra